# زاکلیکوف
زاکلیکوف (به لاتین: Zaklików؛ pronounced [zaˈklikuf]) یک منطقهٔ مسکونی در لهستان است که در گمینا زاکلیکوو واقع شده‌است.
زاکلیکوف ۳٬۰۱۰ نفر جمعیت دارد.